# Wahlkreis Freital I
Der Wahlkreis Freital I war ein Landtagswahlkreis zur Landtagswahl in Sachsen 1990, der ersten Landtagswahl nach der Wiedergründung des Landes Sachsen. Er hatte die Wahlkreisnummer 49. Für die Landtagswahlen 1994 und 1999 wurde die Wahlkreisstruktur verändert. Das Gebiet des Wahlkreises Freital I wurde 2004 Teil des Wahlkreises Weißeritzkreis.
Der Wahlkreis umfasste folgende elf Gemeinden des Landkreises Freital: Bannewitz, Bärenklause-Kautzsch, Borthen, Freital, Goppeln, Kreischa, Oelsa, Possendorf, Rabenau, Rippien und Sobrigau. Die übrigen Gemeinden des Landkreises wurden über die Wahlkreise Dippoldiswalde – Freital II (50) und Dresden, Land II – Freital III (47) erfasst.

## Ergebnisse
Die Landtagswahl 1990 fand am 14. Oktober 1990 statt und hatte folgendes Ergebnis für den Wahlkreis Freital I:
| Direktkandidat     | Partei (Kürzel) | Erststimmen (%) | Zweitstimmen (%) |
| ------------------ | --------------- | --------------- | ---------------- |
|                    | DA              | -               | 00,5             |
| Lothar Mende       | CDU             | 54,7            | 58,7             |
|                    | Chr. L          | -               | 00,4             |
|                    | DBU             | -               | 00,6             |
| Gerd Schaffrath    | DSU             | 08,1            | 04,7             |
| Ralf Mehlhose      | F.D.P.          | 04,7            | 03,3             |
| Hansjochen Scherpe | LL-PDS          | 12,1            | 10,8             |
|                    | NPD             | -               | 00,8             |
| Jens Rasche        | FORUM           | 06,3            | 04,7             |
|                    | RAP             | -               | 00,1             |
|                    | SHB             | -               | 00,1             |
| Dieter Behrenz     | SPD             | 14,1            | 15,4             |

Es waren 43.795 Personen wahlberechtigt. Die Wahlbeteiligung lag bei 74,8 %. Von den abgegebenen Stimmen waren 3,7 % ungültig. Als Direktkandidat gewählt wurde Lothar Mende (CDU). Er erreichte 54,7 % aller gültigen Stimmen.